# Toxoplasma gondii
Toxoplasma gondii là một loài động vật nguyên sinh ký sinh thuộc chi Toxoplasma. Mặc dù ký chủ chính của T. gondii là mèo nhưng loài đơn bào này có thể sinh sôi và gia tăng số lượng trong các ký chủ động vật máu nóng khác như chim hay hữu nhũ). Bệnh toxoplasmosis gây ra bởi T. gondii, là một căn bệnh nhẹ và tự giới hạn nhưng có thể gây ra những tác động nghiêm trọng hoặc thậm chí tử vong trên thai nhi có mẹ tiếp xúc lần đầu tiên với mầm bệnh trong thai kỳ hay ở người bị suy giảm miễn dịch.

## Chu trình phát triển

Chu trình phát triển của T.gondii

Chu trình phát triển của T. gondii có hai giai đoạn. Giai đoạn hữu tính (tương tự với trùng cầu) chỉ diễn ra trong các loài thuộc họ mèo (mèo nuôi và mèo hoang), vốn là ký chủ chính của T. gondii. Giai đoạn vô tính có thể diễn ra trong các động vật máu nóng như lớp thú (bao gồm cả mèo) và chim.

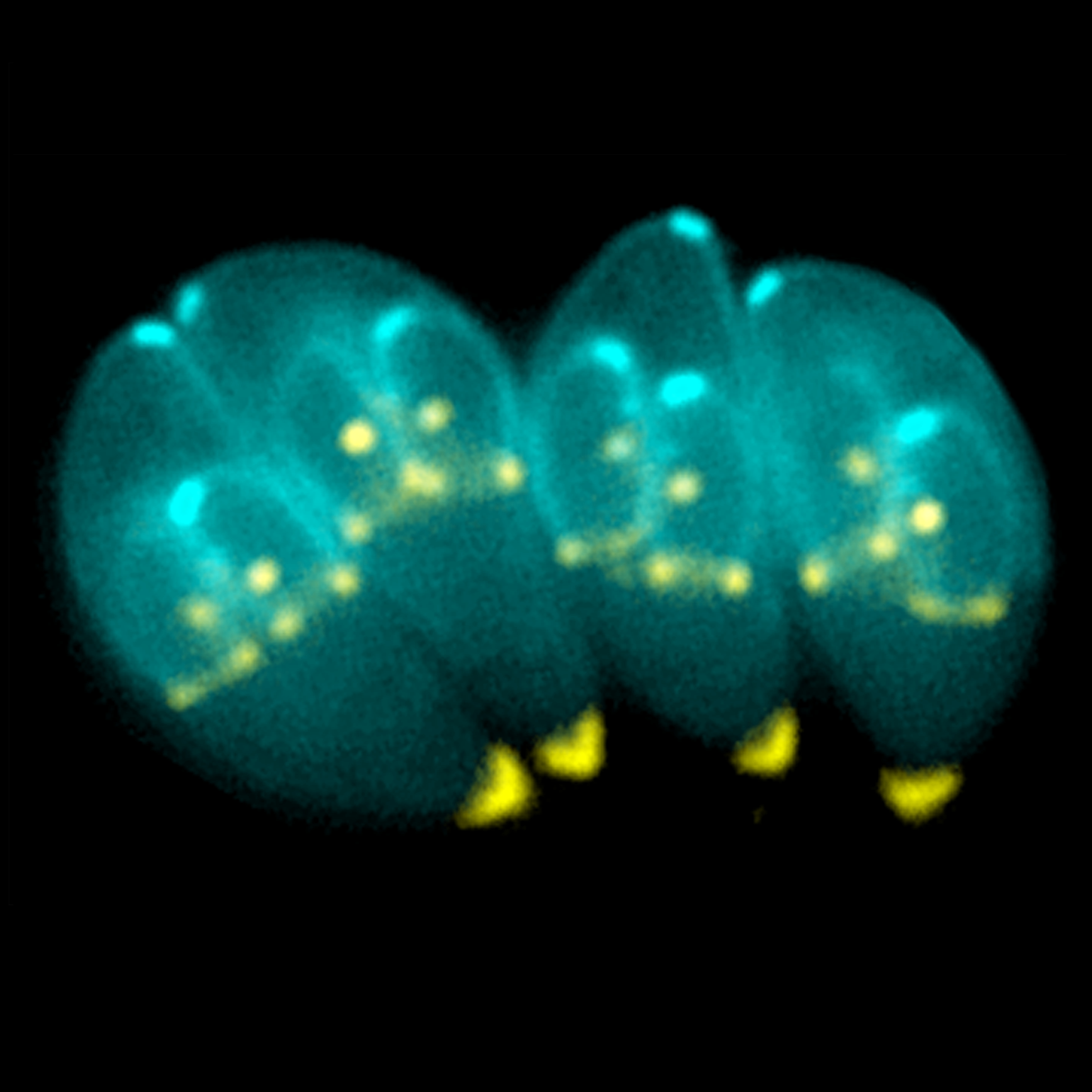
T. gondii đang tạo ra các nang giả bên trong tế bào ký chủ.

Trong cơ thể các ký chủ trung gian (cũng như ký chủ chính là mèo), T. gondii xâm nhập các tế bào, tạo thành các nang giả chứa các thoa trùng, là bản sao của đơn bào ký sinh.